# كريس وارن (لاعب كرة سلة مواليد 1981)
كريس وارن (بالإنجليزية: Chris Warren)‏ مواليد 19 يناير 1981 في غارلاند، هو لاعب كرة سلة أمريكي. بدأ مسيرته الاحترافية في سنة 2003. يلعب في الدوري المكسيكي لكرة السلة. يحمل الرقم 24. يبلغ طوله 6 قدم 5 بوصة (2.0 م).

## المسيرة الاحترافية
لعب مع نادي إف إم بي لكرة السلة في سنة 2005، ثم لعب مع نادي سيبونا لكرة السلة من سنة 2006 إلى 2008، ثم لعب مع إس إس فليتشي سكاندون في الدوري الإيطالي في موسم 2008–2009، ثم لعب مع بلباو باسكت في الدوري الإسباني من سنة 2009 إلى 2011.

## إحصائيات المسيرة

### الدوري الأوروبي
| السنة                              | الفريق                 | لعب | بدأ | دقيقة | ميداني% | ثلاثية | حرة  | ارتداد | صنع | استلاب | تصدي | نقطة | أداء |
| ---------------------------------- | ---------------------- | --- | --- | ----- | ------- | ------ | ---- | ------ | --- | ------ | ---- | ---- | ---- |
| الدوري الأوروبي لكرة السلة 2005–06 | نادي سيبونا لكرة السلة | 6   | 6   | 21.7  | .543    | .545   | .714 | 3.3    | 0.2 | 0.3    | 0.7  | 8.2  | 6.2  |
| الدوري الأوروبي لكرة السلة 2006-07 | نادي سيبونا لكرة السلة | 14  | 12  | 31.0  | .444    | .414   | .755 | 4.9    | 1.3 | 1.2    | 0.1  | 13.7 | 12.4 |
| الدوري الأوروبي لكرة السلة 2007-08 | نادي سيبونا لكرة السلة | 14  | 13  | 31.6  | .458    | .394   | .804 | 4.6    | 1.8 | 1.5    | 0.1  | 15.6 | 16.3 |
| الدوري الأوروبي لكرة السلة 2008-09 | إس إس فليتشي سكاندون   | 10  | 10  | 34.2  | .408    | .360   | .683 | 5.0    | 2.7 | 1.1    | 0.3  | 16.2 | 13.8 |
| المسيرة                            |                        | 44  | 41  | 30.6  | .445    | .400   | .750 | 4.6    | 1.6 | 1.2    | 0.3  | 14.1 | 13.1 |

### كأس أوروبا
| السنة                         | الفريق               | لعب | بدأ | دقيقة | ميداني% | ثلاثية | حرة  | ارتداد | صنع | استلاب | تصدي | نقطة | أداء |
| ----------------------------- | -------------------- | --- | --- | ----- | ------- | ------ | ---- | ------ | --- | ------ | ---- | ---- | ---- |
| كأس أوروبا لكرة السلة 2009–10 | إس إس فليتشي سكاندون | 14  | 12  | 25.8  | .425    | .296   | .765 | 2.9    | 1.6 | 1.2    | 0.1  | 9.4  | 9.4  |
| كأس أوروبا لكرة السلة 2011–12 | سيديفتا زغرب         | 4   | 4   | 30.0  | .359    | .231   | .714 | 4.0    | 1.8 | 0.8    | 0.3  | 10.3 | 9.3  |
| المسيرة                       |                      | 18  | 16  | 26.7  | .447    | .284   | .750 | 3.1    | 1.6 | 1.1    | 0.2  | 9.6  | 9.3  |

## روابط خارجية
- كريس وارن على موقع الاتحاد الدولي لكرة السلة (الإنجليزية)
- كريس وارن على موقع الدوري الأوروبي لكرة السلة (الإنجليزية)
- كريس وارن على موقع الدوري الإسباني لكرة السلة (الإسبانية)
- كريس وارن على موقع كرة السلة الأوروبية.كوم (الإنجليزية)
- كريس وارن على موقع كلية كرة السلة في سبورتس رفرنس.كوم (الإنجليزية)
- كريس وارن على موقع ريلجم (الإنجليزية)
- كريس وارن على موقع بروبوليرز (الإنجليزية)
- كريس وارن على موقع سبورتس رفرنس (الإنجليزية)